# 上白作街道
上白作街道，是中华人民共和国河南省焦作市解放区下辖的一个乡镇级行政单位。

## 行政区划
上白作街道下辖以下地区：
上白作社区、洪河社区、龙寺社区、闫河社区、狮涧社区、老牛河社区、春林社区、田涧社区、马涧社区、小庄社区和河阳社区。